# Gesonia thermesina
Gesonia thermesina là một loài bướm đêm trong họ Noctuidae.